# 1744 هارييت
1744 هارييت هو كويكب، يقع ضمن حزام الكويكبات. اكتشف في 24 سبتمبر 1960. وقد اكتشفه توم جيرليز.، و، ووقد اكتشفه إنغريد فان هوتين-جرونفيلد.، و

## روابط خارجية
- 1744 هارييت في قاعدة بيانات مختبر الدفع النفاث لأجرام النظام الشمسي الصغيرة

- الاكتشاف · مخطط المدار ·  العناصر المدارية · المعلمات المادية

- 1744 هارييت على موقع ويكي سكاي: DSS2, SDSS, GALEX, IRAS, Hydrogen α, X-Ray, Astrophoto, Sky Map, Articles and images